# Sorria, Você Está Sendo Filmado - O Filme
Sorria, Você Está Sendo Filmado - O Filme (chamada anteriormente de Obra-Prima) é um filme de comédia brasileiro de 2015, dirigido e roteirizado por Daniel Filho. Tem Susana Vieira, Lázaro Ramos, Otávio Augusto, Roberta Rodrigues e Bruce Gomlevsky nos papeis principais.

## Sinopse
Mathias (Bruce Gomlevsky) é um solitário roteirista de humor infeliz. Um dia, ele posiciona a webcam do seu computador e, diante dela, se mata com um tiro na cabeça. Não demora muito para que o porteiro Geneton (Lázaro Ramos), a faxineira Neide (Roberta Rodrigues), o síndico Valdir (Otávio Augusto) e sua esposa Vera (Susana Vieira) cheguem ao apartamento, onde encontram o morto. Eles chamam a polícia e, enquanto esperam, conversam sobre o ocorrido e suas próprias vidas. Tudo sob o olhar atento da webcam, que continua em pleno funcionamento.

## Elenco
- Susana Vieira como Vera
- Lázaro Ramos como Geneton
- Otávio Augusto como Valdir
- Roberta Rodrigues como Neide
- Bruce Gomlevsky como Mathias

Participações especiais
- Lúcio Mauro Filho como Agente Funerário
- Deborah Secco como Doutora
- Thiago Martins como Assistente da Doutora
- Juliano Cazarré como Policial
- Thiago Rodrigues como 2º Policial
- Marcos Caruso como Corretor de imóveis
- Aramis Trindade como Damião
- Gustavo Pereira como Entregador de pizza
- Cris D'Amato como Vizinha
- Pedro Nercessian como Funcionário da TV